# Aprostocetus moldavicus
Aprostocetus moldavicus är en stekelart som beskrevs av Kostjukov 1989. Aprostocetus moldavicus ingår i släktet Aprostocetus och familjen finglanssteklar.
Artens utbredningsområde är Moldavien. Inga underarter finns listade i Catalogue of Life.